# Thunberga
Genre
Thunberga est un genre d'araignées aranéomorphes de la famille des Sparassidae.

## Distribution
Les espèces de ce genre sont endémiques de Madagascar.

## Liste des espèces
Selon World Spider Catalog (version 22.0, 18/03/2021) :
- Thunberga aliena Jäger, 2021
- Thunberga befotaka Jäger, 2021
- Thunberga boyanslat Jäger, 2021
- Thunberga cala Jäger, 2021
- Thunberga conductor Jäger, 2021
- Thunberga daraina Jäger, 2021
- Thunberga elongata Jäger, 2021
- Thunberga gosura Jäger, 2021
- Thunberga greta Jäger, 2020
- Thunberga jaervii Jäger, 2021
- Thunberga jyoti Jäger, 2021
- Thunberga mafira Jäger, 2021
- Thunberga malagassa (Strand, 1907)
- Thunberga malala Jäger, 2021
- Thunberga mama Jäger, 2021
- Thunberga matoma Jäger, 2021
- Thunberga milloti Jäger, 2021
- Thunberga nossibeensis (Strand, 1907)
- Thunberga panusilem Jäger, 2021
- Thunberga paulyi Jäger, 2021
- Thunberga platnicki Jäger, 2021
- Thunberga rothorum Jäger, 2021
- Thunberga rugosa Jäger, 2021
- Thunberga samsagala Jäger, 2021
- Thunberga septifera (Strand, 1908)
- Thunberga soruag Jäger, 2021
- Thunberga v-insignita Jäger, 2021
- Thunberga wasserthali Jäger, 2021
- Thunberga woodae Jäger, 2021

## Publication originale
- Jäger, 2020 : « Thunberga gen. nov., a new genus of huntsman spiders from Madagascar (Araneae: Sparassidae: Heteropodinae). » Zootaxa , no 4790(2), p. 245-260.